# Charinus ioanniticus
Charinus ioanniticus is een soort zweepspin (Amblypygi) uit de familie van de Charinidae. De wetenschappelijke naam van de soort is voor het eerst geldig gepubliceerd in 1959 door Kritscher als Lindosiella ioanniticus.

## Voorkomen
De soort komt voor in Griekenland, Turkije, Israël en Egypte.